# ريان بولانوس
ريان بولانوس (بالإسبانية: Ryan Bolaños)‏ هو لاعب كرة قدم كوستاريكي في مركز ظهير، ولد في 19 ديسمبر 1998 في Cahuita ‏ في كوستاريكا. لعب مع ديبورتيفو سابريسا ونادي كارتاهينيس.

## وصلات خارجية
- ريان بولانوس على موقع قاعدة بيانات كرة القدم.إي يو (الإنجليزية)
- ريان بولانوس على موقع Soccerway.com (الإنجليزية)